# Amphisbaena amazonica
Amphisbaena amazonica là một loài bò sát trong họ Amphisbaenidae. Loài này được Vanzolini mô tả khoa học đầu tiên năm 1951.